# Ängöleden (färjeled)

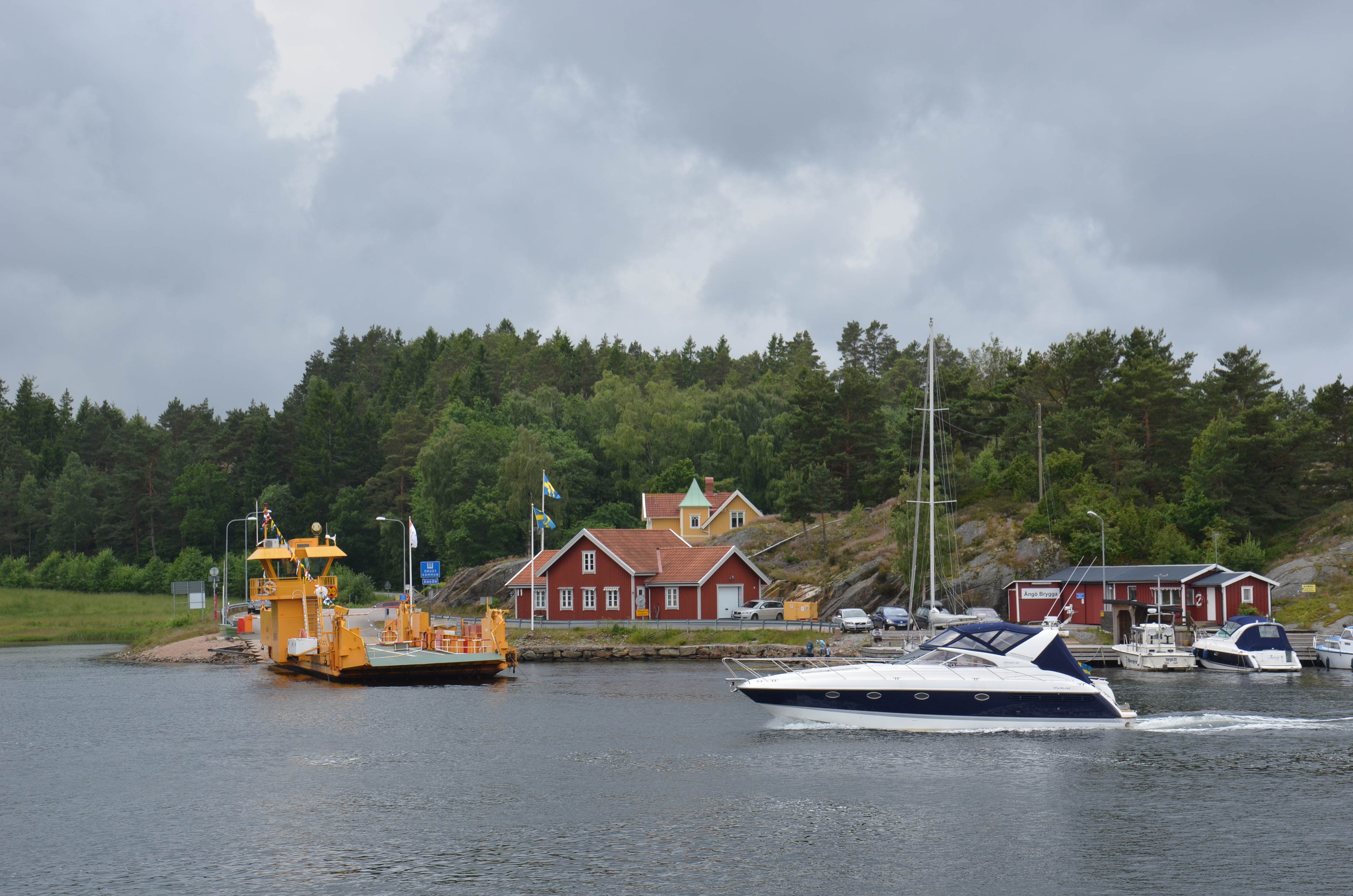
Malin vid färjelägen på Ängön

Ängöleden är en av Trafikverket trafikerad färjeled i Bohuslän.
Ängöleden går mellan Ängön och Fruvik på Bokenäset. Leden är 140 meter och överfarten tar tre minuter. Färjan tar Länsväg O 751 över sundet.
Den trafikeras av den lindragna färjan Malin, som byggdes 1983 på Smögens Plåt & Svetsindustri AB i Smögen.